# Fábrica de credenciamento
Uma fábrica de credenciamento é uma falsa agência de acreditação que se propõe a conceder credenciamento educacional a programas instituições de ensino superior sem possuir autoridade governamental ou reconhecimento da academia convencional para operar como credenciador. Implícito na terminologia está a suposição de que a "fábrica" tem padrões baixos (ou nenhum padrão) para tal. As fábricas de credenciamento são muito parecidas com as fábricas de diplomas e, em muitos casos, estão intimamente associadas a elas. O "credenciamento" que fornecem não tem valor legal ou acadêmico, mas é usado no marketing da fábrica de diplomas para ajudar a atrair alunos.
Em muitos países, o credenciamento é uma função do Governo. Nos Estados Unidos, os governos normalmente não credenciam instituições acadêmicas, mas as autoridades federais de educação reconhecem cerca de 18 organizações privadas para o credenciamento institucional de instituições de ensino superior e mais de 60 outras organizações privadas para credenciamento de programas educacionais específicos.
No Brasil, o credenciamento e recredenciamento de instituições de ensino superior é feito pelo Ministério da Educação.